# Eugnophomyia excordis
Eugnophomyia excordis är en tvåvingeart som först beskrevs av Alexander 1951.  Eugnophomyia excordis ingår i släktet Eugnophomyia och familjen småharkrankar.
Artens utbredningsområde är Guatemala. Inga underarter finns listade i Catalogue of Life.